# Bundesautobahn 270
Bundesautobahn 270 (em português: Auto-estrada Federal 270) ou A 270, é uma auto-estrada na Alemanha.
A Bundesautobahn 270 tem 12 km de comprimento.

## Estados
Estados percorridos por esta auto-estrada:
- faltaestado